# Wiltonia lima
Wiltonia lima là một loài nhện trong họ Orsolobidae.
Loài này thuộc chi Wiltonia. Wiltonia lima được Raymond Robert Forster & Norman I. Platnick miêu tả năm 1985.